# John H. Tolan

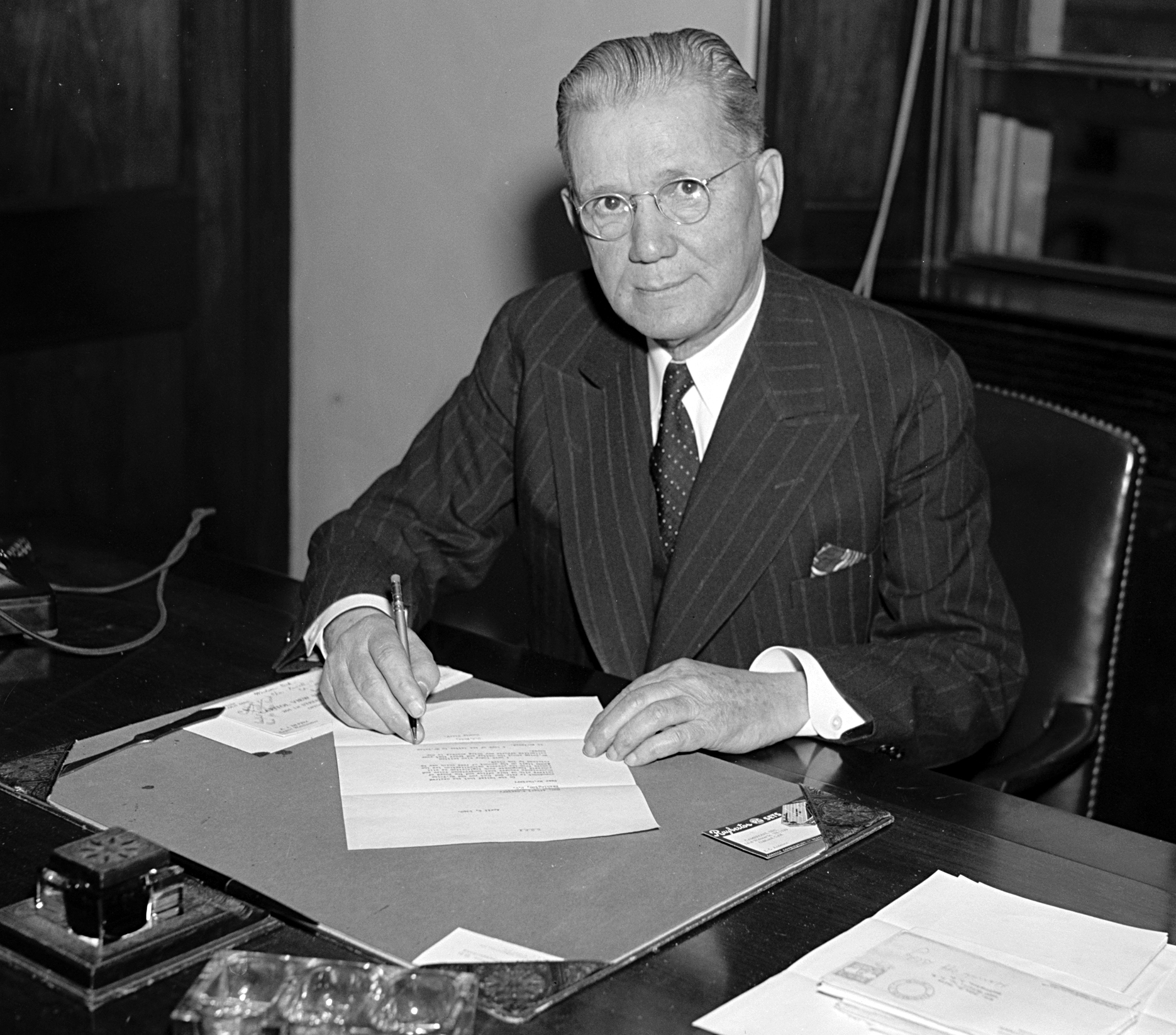
John H. Tolan (1940)

John Harvey Tolan (* 15. Januar 1877 in St. Peter, Nicollet County, Minnesota; † 30. Juni 1947 in Westwood, Los Angeles, Kalifornien) war ein US-amerikanischer Politiker. Zwischen 1935 und 1947 vertrat er den Bundesstaat Kalifornien im US-Repräsentantenhaus.

## Werdegang
John Tolan besuchte die öffentlichen Schulen seiner Heimat. Im Jahr 1897 zog er nach Anaconda in Montana. Nach einem Jurastudium an der University of Kansas in Lawrence und seiner 1902 erfolgten Zulassung als Rechtsanwalt begann er in Anaconda in diesem Beruf zu arbeiten. Zwischen 1904 und 1906 war er Bezirksstaatsanwalt im Deer Lodge County. Im Jahr 1914 zog Tolan nach Oakland in Kalifornien, wo er als Anwalt praktizierte. Gleichzeitig schlug er als Mitglied der Demokratischen Partei eine politische Laufbahn ein.
Bei den Kongresswahlen des Jahres 1934 wurde Tolan im siebten Wahlbezirk von Kalifornien in das US-Repräsentantenhaus in Washington, D.C. gewählt, wo er am 3. Januar 1935 die Nachfolge von Ralph R. Eltse antrat. Nach fünf Wiederwahlen konnte er bis zum 3. Januar 1947 sechs Legislaturperioden im Kongress absolvieren. Während seiner Zeit im Kongress wurden dort bis 1941 weitere New-Deal-Gesetze der Bundesregierung unter Präsident Franklin D. Roosevelt verabschiedet. Seit 1941 war auch die Arbeit des Kongresses von den Ereignissen des Zweiten Weltkrieges und dessen Folgen geprägt.
Tolan verzichtete im Jahr 1946 auf eine weitere Kandidatur. Er starb am 30. Juni 1947 an einem Herzanfall. Dieser wurde durch den Stress im Zusammenhang mit dem Verschwinden seiner zweijährigen Enkelin ausgelöst. Das Kind tauchte wenig später unversehrt wieder auf.